# Graphosia bilineata
Graphosia bilineata là một loài bướm đêm thuộc phân họ Arctiinae, họ Erebidae.